# Паладжанелло
Паладжанелло (итал. Palagianello) — коммуна в Италии, располагается в регионе Апулия, в провинции Таранто.
Население составляет 7901 человек (2008 г.), плотность населения составляет 174 чел./км². Занимает площадь 43 км². Почтовый индекс — 74018. Телефонный код — 099.
Покровительницей коммуны почитается Пресвятая Богородица (Madonna delle Grazie), празднование 31 мая.

## Демография
Динамика населения:

## Администрация коммуны
- Официальный сайт: http://www.comune.palagianello.ta.it/